# امباندریکا
امباندریکا (به لاتین: Ambandrika) یک سکونتگاه مسکونی در ماداگاسکار است که در آلائوترا-مانگورو واقع شده‌است.

## خصوصیات
امباندریکا ۷٬۰۰۰ نفر جمعیت دارد و ۷۶۸ متر بالاتر از سطح دریا واقع شده‌است.